# Orchestre rouge
Pour les articles homonymes, voir Orchestre rouge (homonymie).
La dénomination d’Orchestre rouge (die Rote Kapelle) est donnée par la Gestapo à un ensemble de réseaux d'espionnage en contact avec l'Union soviétique qui ont résisté au nazisme durant la Seconde Guerre mondiale. À ces groupes appartiennent les cercles berlinois autour de Harro Schulze-Boysen et d'Arvid Harnack et le réseau organisé par Leopold Trepper et Anatoli Gourevitch à Paris et à Bruxelles, opérant au profit de l'Union soviétique. Trepper s'est longtemps présenté comme le responsable de l'ensemble du réseau, notamment dans le livre que Gilles Perrault lui a consacré ainsi que dans ses mémoires. Cette responsabilité est contestée depuis les années 1990 et sa personnalité fait l'objet de controverses.
L’histoire de ce groupe de résistance bénéficie d’une large notoriété auprès du grand public grâce à la publication de l’ouvrage du journaliste Gilles Perrault L'Orchestre rouge en 1967 largement basé sur des entretiens avec Leopold Trepper. Néanmoins, l'organisation de l'Orchestre rouge, son importance dans la Résistance et le rôle de Leopold Trepper en son sein ont été depuis largement remis en cause notamment par une étude universitaire de Guillaume Bourgeois publiée en 2015.

## Les réseaux berlinois
À Berlin le réseau est composé de différents groupes d'amis, dirigés par Harro Schulze-Boysen, officier travaillant au département des communications du ministère des transports aériens du Reich, et par Arvid Harnack, en poste au ministère économique allemand. Ces groupes rassemblent des anciens amis de la revue nationale-bolchévique Der Gegner, des artistes, des pacifistes, et des communistes, en tout plus de cent cinquante adversaires du régime hitlérien.
Les membres incluent, entre autres, Alexander Erdberg, Adam Kuckhoff (un producteur de théâtre), sa femme Greta Kuckhoff (qui travaille pour le département de la politique raciale mené par Alfred Rosenberg), Horst Heilmann (spécialiste du chiffre pour la division des communications de la Wehrmacht), Klara Schabbel (sténographe), Günther Weisenborn (auteur allemand), Herbert Gollnow (affecté au service de contre-espionnage allemand), Johann Graudens (mécanicien pour avions affecté à des bases militaires de la Luftwaffe) et Hans Coppi (un militant communiste)...
Ils distribuent des tracts, écrivent des slogans sur les bâtiments et soutiennent des personnes persécutées. Un cercle plus restreint collecte des informations pour le renseignement soviétique. La combinaison de la résistance politique et de l'espionnage met inévitablement en péril les réseaux berlinois.

## Le réseau franco-belge
Le réseau d'espions est mis en place dans l'ouest de l'Europe dans l'Entre-deux-guerres pour fournir des informations à l'Union soviétique. S’appuyant notamment sur les structures du Komintern, l’Union soviétique souhaite étendre son influence sur le mouvement communiste français, mais également mettre en place un système de récolte des informations dans les « pays ennemis ».
Il est créé par Leopold Trepper et Anatoli Gourevitch à l'instigation de Ian Berzine, responsable du service de renseignements de l'Armée rouge, le GRU. Ses agents sont recrutés parmi les communistes de stricte obédience. Le petit groupe de résistance est ainsi formé « de simples militants communistes, souvent juifs, prenant à cœur leur mission. » Beaucoup sont des agents dormants, issus pour nombre d’entre eux de l’émigration juive d’Europe passée par le Parti communiste palestinien et venus s’installer par la suite en Europe. Henri Robinson, résident de la GRU en France, élargit le réseau à la Belgique et à la Suisse. Les espions ont souvent comme couvertures des missions commerciales d’import-export ou le commerce international.
L'activité du réseau est réorientée contre le nazisme à partir du déclenchement de l'opération Barbarossa en juin 1941. C'est Anatoli Gourevitch qui tente de faire le lien avec le réseau berlinois.
La centrale du réseau est à Bruxelles, où elle s'abrite sous le paravent d'une société de commercialisation d'imperméables, créée dès avant la guerre, qui prospère grâce à ses filiales installées dans les pays scandinaves, et établit des relations commerciales avec la France et les Pays-Bas : c'est le « Roi du Caoutchouc, Foreign excellent Trench-coat » installé à Bruxelles, rue Royale. Une autre société a été créée à Paris, la « Simex », avec une succursale du même nom installée à Marseille[réf. nécessaire].
L'idée de Trepper et Gourevitch est de créer à l'étranger des « résidences », sociétés commerciales qui serviront à la fois de couverture et de source de financement du réseau. À la tête de ces sociétés, Trepper (qui se fera aussi appeler Adam Milker), place des hommes de confiance qu'il recrute dans les mouvements de résistance français, belges, néerlandais et allemands. Tous les membres de ce réseau, communistes ou non, agissent avant tout par conviction anti-nazie[réf. nécessaire].

## Activités
Selon Christopher Andrew et Oleg Gordievsky, les réseaux berlinois de Harnack et Schulze-Boysen transmettent des renseignements importants mais dépourvus d'une valeur opérationnelle déterminante. Les informations les plus intéressantes concernent la puissance de l'armée de l'air allemande au début du conflit, la production de l'industrie aéronautique, les stocks de carburant, le projet d'attaque sur le Caucase, la position des quartiers généraux, la production et le stockage de matériels de guerre chimique, le rapport sur la saisie d'un dictionnaire du chiffre russe, les pertes subies en Crète .
Le réseau franco-belge de Trepper commença à fournir des informations significatives après la défaite de la France. Elles concernaient les mouvements de troupes ainsi que les travaux de fortification de l'organisation Todt. Néanmoins, en dehors de la transmission de l’information sur l'Opération Barbarossa, qu’ils ne sont pas les seuls à transmettre à Staline, peu de renseignements stratégiques ont été fournis par les groupes de l’Orchestre depuis Bruxelles ou Paris. 
L'universitaire Guillaume Bourgeois met ainsi en doute le fait que Trepper et son réseau franco-belge aient pu fournir des informations stratégiques à l'Union soviétique, traitant celui-ci d'« imposteur qui par accident devient un héros alors qu'il ne le méritait pas du tout ». Guillaume Bourgeois met également en évidence l'amateurisme du réseau (les membres des différents groupes se connaissaient souvent entre eux, ce qui, en cas de capture de l'un d'eux, pouvait mettre en danger tous les autres).

## Réaction allemande

### Démantèlement du réseau franco-belge
Les services de contre-espionnage allemand prirent connaissance du réseau lorsqu'ils interceptèrent des messages radio en provenance des services secrets soviétiques du NKVD en juin 1941. Dans l'argot des services secrets allemands, le patron d'un réseau est un « chef d'orchestre » : il coordonne et dirige le jeu des « pianistes » (les opérateurs radios) et de leurs « boîtes à musique » (les émetteurs). Les émissions en alphabet morse des réseaux berlinois et franco-belge constituent un genre de musique qui les font surnommer par les Allemands die Rote Kapelle (« l'orchestre rouge ») dont ils ne parviennent pas à percer le code. Un groupe de travail voué à anéantir le réseau est créé, le Sonderkommando Rote Kappelle (Groupe spécial Orchestre rouge).
Après une longue surveillance des personnes impliquées, de nombreuses personnes du réseau bruxellois sont arrêtées. L'Abwehr parvient par triangulation radio, à localiser l'émetteur de Bruxelles. Quand les Allemands surgissent au siège bruxellois de « l'orchestre », rue des Atrébates dans la nuit du 12 au 13 décembre 1941 (distinct du siège de la société d'imperméables, rue Royale), la surprise est complète et Léopold Trepper, qui est absent à ce moment-là, ne doit qu'à sa présence d'esprit d'échapper à l'arrestation en se faisant passer auprès d'une sentinelle pour un colporteur passé là par hasard[réf. nécessaire]. Rita Bloch, une « pianiste », est arrêtée et « sous l’affolement avoue rapidement son implication et donne des informations essentielles sur le fonctionnement du GRU à Bruxelles. »
Leopold Trepper, « brûlé » à Bruxelles et s'étant réfugié à Paris, y est finalement arrêté. Il entreprend alors, selon sa version, de tromper les Allemands en affectant de collaborer avec eux. Guillaume Bourgeois dans son ouvrage consacré à l'Orchestre rouge (2015) affirme que Trepper a livré de lui-même les hommes et les femmes de son réseau notamment Henri Robinson, qu’il n’apprécie que peu.
Les membres arrêtés sont soumis à de durs interrogatoires, et d'autres noms auraient été délivrés. Il en résulte des arrestations, déportations ou condamnations à mort par les nazis : 27 membres du réseau sont passés par le camp de concentration du fort de Breendonk près de Bruxelles, 24 ont été fusillés, trois se sont suicidés, cinq ont disparu, dix sont morts en déportation, 48 autres arrêtés en France et en Belgique sont morts pendant la guerre, 29 arrêtés ont survécu, dont Jules Jaspar, arrêté par la Gestapo à Marseille le 30 novembre 1942, après avoir été dénoncé par un certain Chatelin, ainsi qu'il le précise dans le manuscrit qu'il a rédigé, et transféré à la prison de Fresnes, puis déporté Nacht und Nebel à Mauthausen. Son épouse Claire Legrand est également arrêtée et déportée à Ravensbrück, puis au camp voisin de Uckermark où elle est victime des chambres à gaz[réf. nécessaire]. Anatoli Gourevitch est aussi arrêté, tout comme Léo Grossvogel qui était un des principaux collaborateurs de Léopold Trepper et qui fut arrêté par la Gestapo le 16 décembre 1942 à Bruxelles et condamné à mort par les nazis en mai 1944. D'autres agents de l'Orchestre rouge sont exécutés à la prison de Plötzensee.
Les services de renseignement allemand mettent alors la main sur nombre d’émetteurs et « retournent » certains membres ce qui leur permet d’envoyer des informations fallacieuses en Union soviétique. 
La socialiste belge Suzanne Spaak, belle sœur du ministre Paul-Henri Spaak – membre du gouvernement belge légal en exil à Londres – est arrêtée avec des membres du réseau parisien de l'Orchestre rouge. Détenue à la prison de Fresnes, elle est fusillée par les nazis le 12 août 1944, 13 jours avant la libération de Paris. La belge Georgie de Winter, amie de cœur de Trepper, survit à plusieurs camps de concentration et retrouve la liberté à la fin de la guerre. Mais elle ne reverra jamais Trepper. Elle accompagne Jules Jaspar jusqu'à la fin de ses jours à Soudorgues (France).
Trepper profite d'un transfert en voiture à travers Paris pour solliciter de pouvoir se procurer un médicament dans une pharmacie qu'il connaît. L'officine possède deux accès, ce qui permet à Trepper de s'échapper[réf. nécessaire]. Les gérantes de la maison de repos où Trepper s'est réfugié sont arrêtées, les Allemands ayant vite trouvé la bonne piste. Mais il parvient encore à s'échapper et prend alors le maquis en France jusqu'à la Libération. De retour à Moscou en janvier 1945, et malgré ses états de service, il est emprisonné sur ordre de Staline et n'est libéré et réhabilité qu'en 1954 après la mort du dictateur soviétique. Il choisit alors d'émigrer en Israël, puis s'installe à Copenhague, au Danemark. En 1975, il publie ses mémoires : Trepper - Le Grand Jeu - Mémoires du chef de l'Orchestre rouge.

### Démantèlement des réseaux berlinois
Le 26 août 1942, le contre-espionnage allemand parvient à décrypter un message radio de Moscou, qui contient les noms et adresses de Harnack, Schulze-Boysen et Kuckhoff. Le 31 août, Harro et Libertas Schulze-Boysen sont arrêtés puis jusqu'au 12 septembre plus de 120 membres des groupes de Berlin. Grâce aux interrogatoires et aux espionnages dans les cellules, 80 autres personnes proches du groupe seront encore arrêtées jusqu'en juin 1943. Les Allemands mettent fin aux activités du réseau.

## Postérité et notoriété auprès du grand public
L’histoire de ce groupe de résistance à l’occupation nazie en France et en Belgique bénéficie d’une soudaine et large notoriété grâce à la publication de l’ouvrage du journaliste Gilles Perrault en 1967. Alors que ce dernier mène ses investigations pour un livre qu’il publie en 1964, il a l’occasion de rencontrer Léopold Trepper, qui, dans les entretiens, « donne une image héroïque et totalement surestimée de son rôle et de l’importance de son réseau ». Le récit est un succès d’édition et entre dans la culture populaire. Un film de Jacques Rouffio en 1989 complète ce succès.

## Controverses concernant l'organisation de l'Orchestre rouge, son importance et le rôle de Leopold Trepper
Gilles Perrault, dans le livre qu'il consacre en 1967 à l'Orchestre rouge, présente Leopold Trepper comme son « grand chef ». Dans ses mémoires, Trepper s'attribue lui aussi la responsabilité de l'ensemble des réseaux connus sous le nom d'Orchestre rouge et notamment des groupes allemands. Cette affirmation est démentie dès 1985 par Jean Rochet, ancien directeur de la DST, qui remarque « qu'il serait injuste de mettre à sa gloire les exploits du réseau berlinois et du réseau helvétique dont la contribution à la victoire contre l'Allemagne fut exceptionnelle ». La mise en cause de Trepper est reprise dans les années 1990, notamment par Thierry Wolton qui l'accuse de s'attribuer avec « culot » les faits d'armes de l'ensemble des réseaux de l'Orchestre rouge.
Le témoignage d'Anatoli Gourevitch publié en 1995 met également à mal la version de Leopold Trepper.
En 2003, un film documentaire allemand réalisé par Stefan Roloff, fils de l'un des membres du réseau berlinois, réaffirme l'identité allemande de ce réseau.
A contrario du roman de Gilles Perrault, l’étude universitaire de Guillaume Bourgeois intitulée La véritable histoire de l’Orchestre rouge et publiée en 2015, « remet totalement en cause le récit post-guerre du « héros » de l’Orchestre rouge, Léopold Trepper ».
En 2021, Rémi Kauffer explique que l'organisation de l'Orchestre rouge n'était ni structurée, ni pyramidale. Selon lui, la revendication par Trepper du rang de « grand chef » est une « imposture trop fréquemment gobée par des auteurs crédules ». Trepper n'eut pas de rapport avec les réseaux berlinois et Gourevitch ne fit qu'une mission avec eux.

## Membres
- Vera Ackermann
- Rita Arnould (1914-1943)
- Margarete Barcza (1912-1985)
- Hanna Berger (1910-1962)
- Lotte Bergtel-Schleif (1903-1965)
- Liane Berkowitz (1923-1943)
- Ian K. Berzin (chef du GRU, Moscou)
- Cato Bontjes van Beek (1920-1943)
- Margrit Bolli (1919-2017)
- Erika von Brockdorff (1911-1943)
- Eva-Maria Buch (1921-1943)
- Hans Coppi (1916-1942)
- Hilde Coppi née Rake (1909-1943)
- Alfred Corbin (1916-1943)
- Constantin Loukitch Efremov, agent du GRU, chef de la branche hollandaise, pris en 42 et exécuté en 43
- Sarah Goldberg (1921-2003)
- Adolf Grimme (1889-1963)
- Léo Grossvogel (de) (1904-1943)
- Wilhelm Guddorf (de) (1902-1943)
- Anatoli Gourevitch, « illégal » du GRU
- Ruthild Hahne (1910-2001)
- Arvid Harnack (1901-1942)
- Mildred Harnack née Fish (1902-1943)
- Horst Heilmann (de) (1923-1942)
- Guillaume Hoorickx (1900-1983)
- Marta Husemann (1913-1960)
- Walter Husemann (de) (1909-1943)
- Ivan Ilyitchev (chef du GRU, Moscou)
- Hermann Izbutski
- Jules Jaspar (1878-1963)
- Hillel Katz (né le 2 décembre 1905 à Tschensin)
- David Kamy (mort le 30 avril 1943 à Breendonk)
- Waldemar Keller (1906-1991)
- Werner Krauss (romancier) (de) (1900-1976)
- Rainer Küchenmeister (1926-6 mai 2010)
- Walter Küchenmeister (de) (1897-1943)
- Adam Kuckhoff (1887-1942)
- Greta Kuckhoff (1902-1981)
- Fritz Lange (1898-1981)
- Claire Legrand (épouse de Jules Jaspar), déportée, victime des chambres à gaz[réf. nécessaire] au camp d'Uckermark annexe de Ravensbrück
- Willy Lehmann (de) (1884-1942)
- Mikhail Makarov (de) (1915-1943)
- Elfriede Paul (1900-1981)
- Fernand Pauriol (1913-1944)
- Jeanne Pesant (épouse de Léo Grossvogel)
- Zofia Poznańska (1906-1942)
- Abraham Rajchman a survécu à la guerre[17]
- John Rittmeister (1898-1943)
- Eva Rittmeister (1913-2004)
- Beppo Römer (Josef Römer, 1892-1944)
- Helmut Roloff (de) (1912-2001)
- Klara Schabbel (1894-1943)
- Heinrich Scheel (1915-1996)
- Rudolf von Scheliha (1897-1942)
- Rose Schlösinger (1907-1943)
- Harro Schulze-Boysen (1909-1942)
- Libertas Schulze-Boysen née Haas-Heye (1913-1942)
- Elisabeth Schumacher (1904-1942)
- Oda Schottmüller (1905-1943)
- Hersch Sokol (1908–1943)
- Mira Sokol (?–1943)
- Charles Spaak (1903-1975)
- Suzanne Spaak (1905-1944)
- Isidore Springer
- Ilse Stöbe (1908-1942)
- Maria Terwiel (1910-1943)
- Leopold Trepper (1904-1982), « illégal » du GRU
- Käte Voelkner (1906-1943)
- Johann Wenzel (de) (1902-1969)
- Georgie de Winter
- Anton Winterink (de) (1914-1944)

### Mémoires
- Léopold Trepper, Le grand jeu : mémoires du chef de l'Orchestre rouge, Paris, Albin Michel, 1975, 417 p. (ISBN 978-2-226-00176-4)
- Anatoli Gourevitch, Un certain monsieur Kent, Paris, Éditions Grasset, 1995, 315 p. (ISBN 2-246-46331-9)

### Récit romancé
- Gilles Perrault, L'Orchestre rouge, Paris, Fayard, 1989 (1re éd. 1967), 556 p. (ISBN 978-2-213-02388-5).
- Norman Ohler, Les Infiltrés. L'histoire des amants qui défièrent Hitler, Payot, 2020.

### Étude historique
- Christopher Andrew et Oleg Gordievsky (trad. de l'anglais par Ana Ciechanowska, Herbert Draï, PatricSiétyk Michel et Francine), Le KGB dans le monde : 1917-1990 [« KGB, The Inside Story »], Paris, Fayard, 1990 (1re éd. 1990), 755 p. (ISBN 2-213-02600-9)
- Guillaume Bourgeois, La véritable histoire de l'Orchestre rouge, Paris, Éditions Nouveau Monde, coll. « Le grand jeu », 2015, 581 p. (ISBN 978-2-36942-067-5, présentation en ligne)Réédition : Guillaume Bourgeois, La véritable histoire de l'Orchestre rouge, Paris, Éditions Nouveau Monde, coll. « Chronos », 2017, 581 p., poche (ISBN 978-2-36942-549-6).
- Rémi Kauffer, Les Grandes affaires des services secrets, Paris, Perrin, août 2021, 509 p. (ISBN 978-2-262-08528-5), L'orchestre qui chantait rouge

### Matériel scanné de la RDA
- Alexander-Martin Sardina: Die Quellensammlung zum "Traditionsprogramm Rote Kapelle" an der Mildred-Harnack-EOS, Berlin, vor der Wende in der DDR (PDF).

## Cinéma
- 1971, KLK an PTX - Die Rote Kapelle, film est-allemand réalisé par Horst E. Brandt
- 1989, L'Orchestre rouge, film français réalisé par Jacques Rouffio.
- 2003, L'Orchestre rouge (Die Rote Kapelle), documentaire allemand réalisé par Stefan Roloff (en).
- 2021, The Red orchestra, film germano-belge réalisé par Carl-Ludwig Rettinger et Lorenz Findeisen